# Maasmechelen-incident

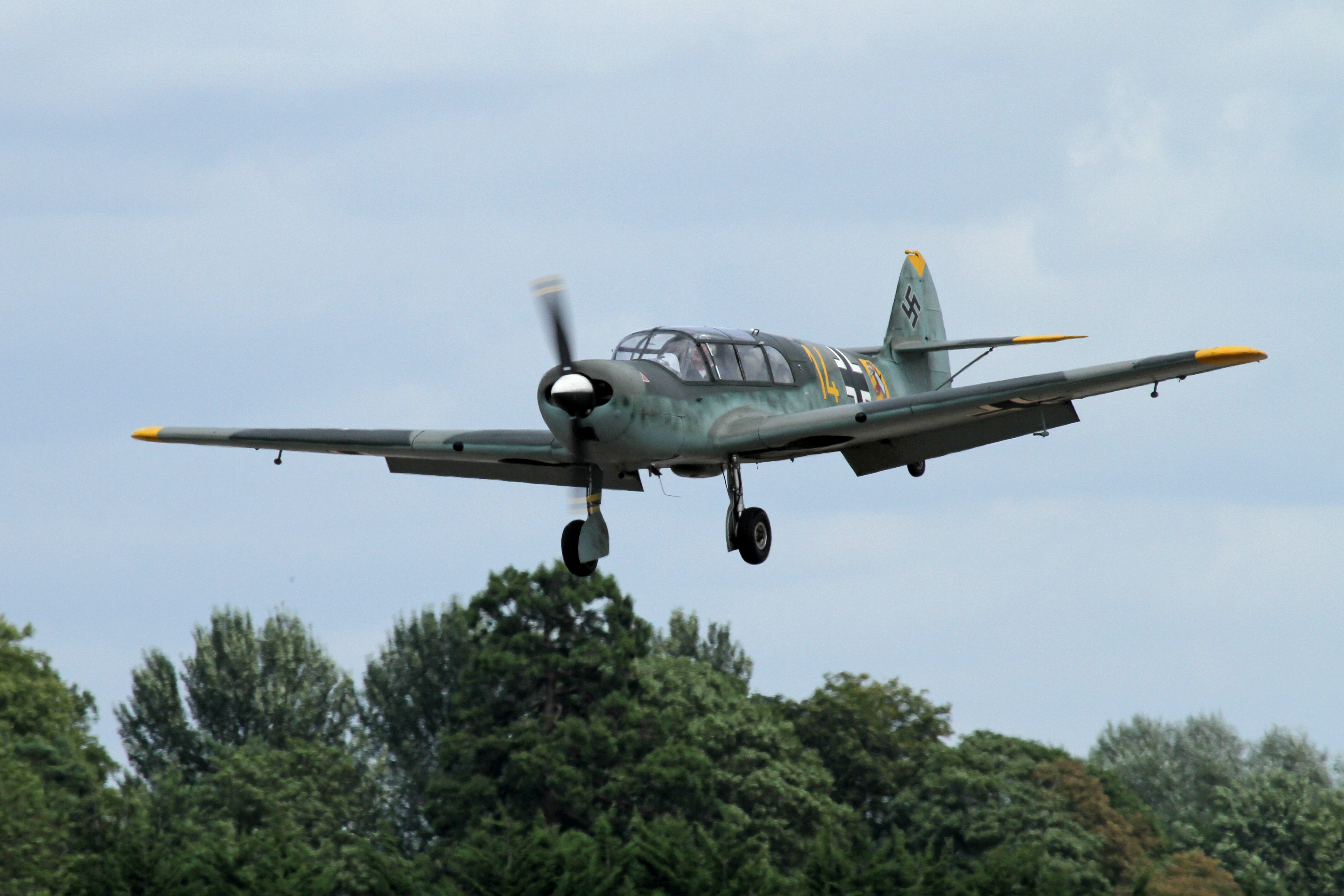
Een Messerschmitt Bf.108, het type vliegtuig waarmee Erich Hoenmanns vloog

Het Maasmechelen-incident van 10 januari 1940, ook wel de Mechelen-affaire genoemd, vond plaats in België tijdens de Schemeroorlog in de eerste fasen van de Tweede Wereldoorlog. Een Duits vliegtuig met aan boord een officier die plannen bij zich had voor Fall Gelb, de Duitse aanval op de Lage Landen, maakte een noodlanding in het neutrale België nabij het Maasdorp Vucht, tegenwoordig in de gemeente Maasmechelen, provincie Limburg. Dit veroorzaakte een onmiddellijke crisis in de Lage Landen en bij de Franse en Britse autoriteiten. De Belgen hadden hen op de hoogte gebracht van hun ontdekking; de crisissfeer nam echter relatief snel af toen de in de plannen genoemde data zonder incidenten verstreken. Er wordt wel beweerd dat dit incident heeft geleid tot een grote verandering in het Duitse aanvalsplan, maar deze hypothese is omstreden. Later werd duidelijk dat Hitler zelf herhaaldelijk de uitvoer van deze plannen heeft uitgesteld, als eerste Aufmarschanweisung, Fall Gelb had hij reeds een datum in het najaar van 1939 gepland.

## Noodlanding

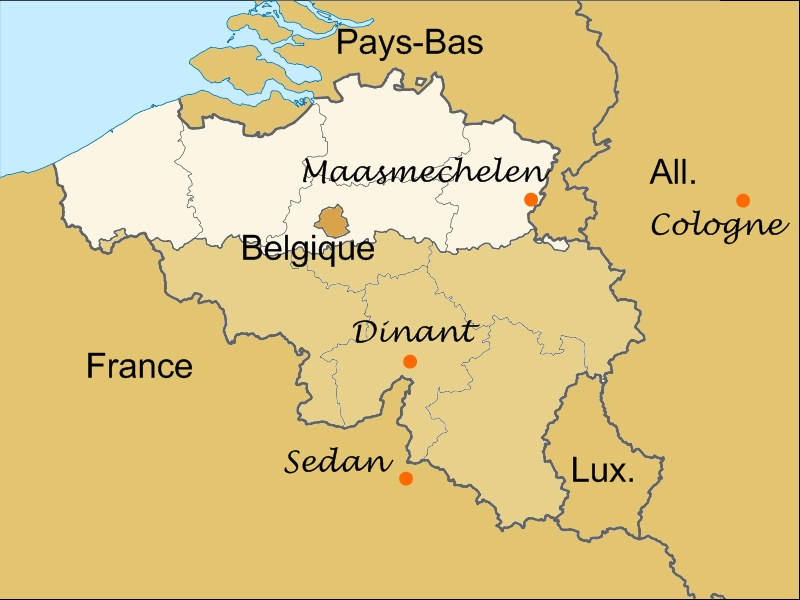
De locatie van de landing

Het incident werd veroorzaakt door een fout van de Duitse vliegenier Erich Hoenmanns, de 52-jarige commandant van het vliegveld Loddenheide bij Münster. In de ochtend van 10 januari vloog hij een Messerschmitt Bf 108 Taifun, een vliegtuig dat onder andere gebruikt werd voor militaire verkenningen, van Loddenheide naar Keulen. Door lage mistbanken die zijn zicht bemoeilijkten, raakte hij gedesoriënteerd. Hij veranderde zijn koersrichting naar het westen, in de hoop zijn weg terug te vinden door de Rijn te bereiken. Maar op dat moment was hij de Rijn, die bevroren en onherkenbaar was, al overgevlogen. Hij verliet Duits grondgebied en vloog helemaal naar de Maas, die hier de grens vormt tussen België en Nederland, en begon cirkels te vliegen boven Vucht.
Op het moment dat hij daalde tot 200 tot 300 meter lijkt Hoenmanns per ongeluk de brandstoftoevoer afgesneden te hebben door een hendel in de cockpit te bewegen. De motor sputterde, stopte en Hoenmanns moest rond 11.30 uur in een nabijgelegen veld buiten het dorp Vucht landen. Het vliegtuig werd onherstelbaar beschadigd, maar Hoenmanns was ongedeerd.
Was Hoenmanns alleen geweest in het vliegtuig, dan zou er niets noemenswaardigs gebeurd zijn. Hij zou geïnterneerd zijn voor het landen zonder toestemming in een neutraal land. Hij had echter een passagier aan boord: majoor Helmuth Reinberger. Hij was de verantwoordelijke voor de bevoorrading van de 7. Flieger-Division, de divisie paratroepen die achter de Belgische linies in Namen moest landen op de dag van de Duitse aanval. Reinberger was op weg naar Keulen om een stafvergadering bij te wonen van de 22e luchtvervoerde Infanteriedivisie. De avond voor de noodlanding stelde Hoenmanns Reinberger voor om hem naar die vergadering te vliegen. Normalerwijs moest Reinberger volgens de geldende instructies deze reis maken met de trein, maar Hoenmanns moest extra vlieguren presteren en wilde ook de was naar zijn vrouw in Keulen brengen. Hoenmanns wist niet dat Reinberger documenten bij zich had die te maken hadden met het Duitse plan om Nederland en België binnen te vallen, plan dat op de dag van de noodlanding door Hitler gepland stond op 17 januari.

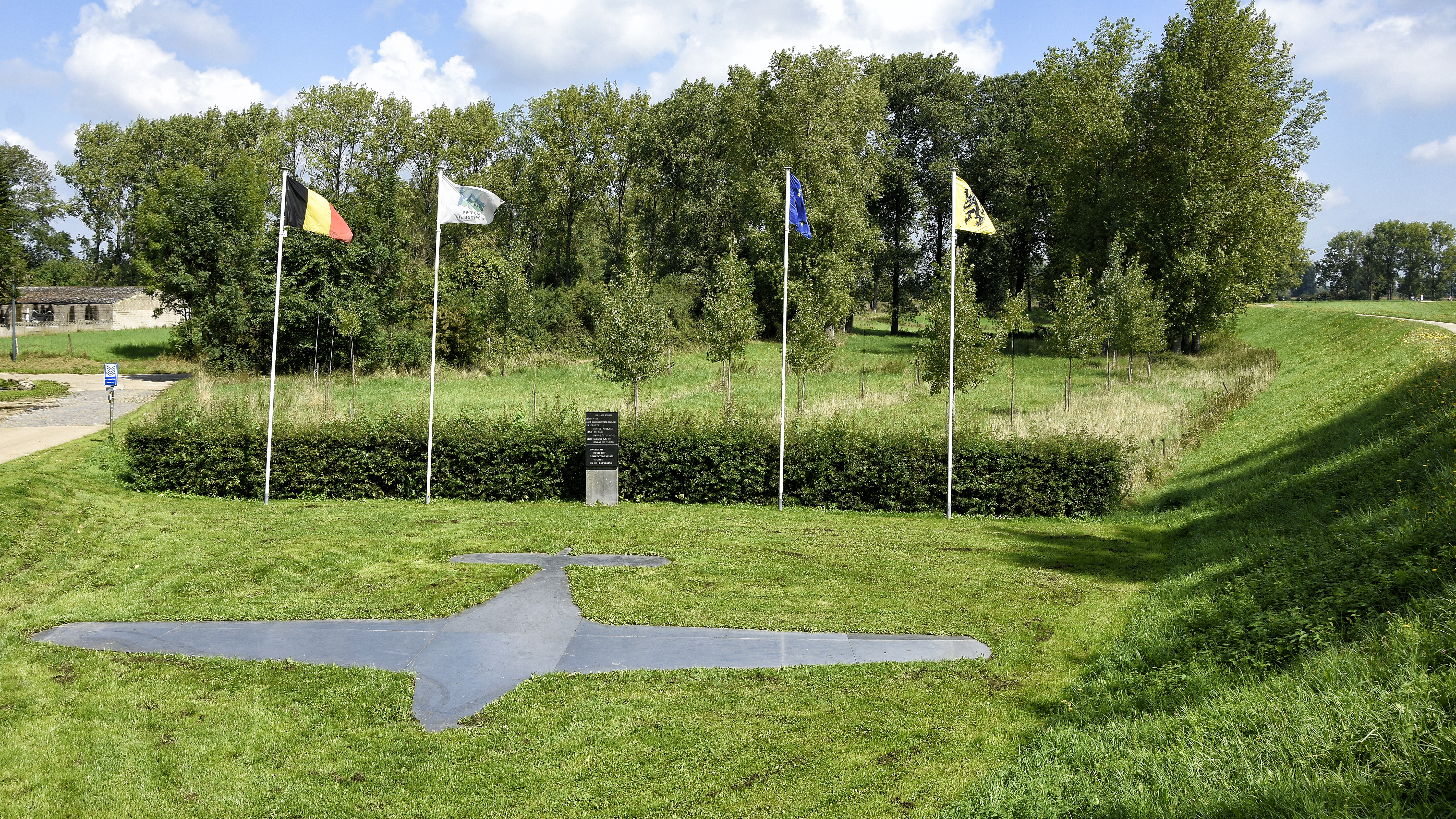
Vandaag de dag herdenkt een monument de gebeurtenis

Na de noodlanding vroegen de inzittenden aan een boerenknecht, Engelbert Lambrichts, waar ze waren. Ze kregen te horen dat ze, zonder het zelf te weten, Nederlands luchtruim hadden doorkruist en net in België waren neergekomen. Reinberger panikeerde en liep terug naar het vliegtuig om zijn tas, waar de geheime documenten in zaten. Al huilend zei Reinberger aan Hoenmanns dat hij geheime documenten bij zich had en deze onmiddellijk moest zien te vernietigen. Om hem dit te laten doen stapte Hoenmanns weg van het vliegtuig. Reinberger probeerde eerst de documenten in brand te steken met zijn aansteker, maar deze blokkeerde; hij rende vervolgens naar de boerenknecht die hem een lucifer gaf. Hiermee verstopte Reinberger zich achter een struik en stapelde de papieren op elkaar om ze te verbranden. Al snel arriveerden enkele militaire cyclisten van de Belgische 13de Infanteriedivisie (Bataljon Grenswielrijders Limburg). Wanneer ze rook van de struiken zagen komen, snelden ze ernaartoe en konden de documenten redden voor ze helemaal vernietigd werden. Reinberger vluchtte eerst, maar liet zichzelf gevangen nemen nadat twee waarschuwingsschoten werden afgevuurd.
De twee Duitsers werden naar de Belgische grenswachtpost vlak bij Mechelen-aan-de-Maas gebracht. Daar werden ze ondervraagd door kapitein Alfons Rodrique, die de verbrande documenten op een tafel legde. Als nieuwe afleiding vroeg Hoenmanns aan de Belgische soldaten of hij het toilet mocht gebruiken; Reinberger probeerde vervolgens de papieren in een brandende kachel te stoppen. Het lukte hem, maar hij schreeuwde het uit van de pijn toen hij het hete deksel van de kachel optilde. Geschrokken draaide Rodrique zich om, graaide de documenten uit het vuur en verbrandde hierbij zijn hand. De documenten werden vervolgens in een kamer apart weggelegd. De mislukte pogingen om de documenten te verbranden deden Reinberger beseffen dat hij zeker doodgeschoten zou worden aangezien hij de aanvalsplannen in de handen van de vijand liet vallen. Hij besliste om zelfmoord te plegen en probeerde Rodrique's revolver af te nemen. De woedende kapitein sloeg hem neer, waarop Reinberger in tranen uitbarstte, roepend: "Ik wilde uw revolver om mezelf af te maken". Hoenmanns steunde Reinberger door te zeggen: "Je kunt het hem niet kwalijk nemen. Hij is een gewone officier. Het is gedaan met hem."
Twee uur later arriveerden agenten van het Tweede Bureau van de Generale Staf, de Belgische militaire inlichtingendienst, die de papieren in de late namiddag onder de aandacht van hun oversten brachten. Om 21 uur werd generaal Raoul Van Overstraeten telefonisch ingelicht en de volgende dag om 9 uur kreeg hij een volledig verslag.

## Eerste Duitse reactie
Laat in de avond van 10 januari bereikte het nieuws van het incident Berlijn via persberichten over een neergestort Duits vliegtuig. In het Oberkommando der Wehrmacht, het opperbevel van de Duitse strijdkrachten, veroorzaakte dit een algemene ontsteltenis, aangezien er snel uit werd afgeleid dat Reinberger onthullende delen van het aanvalsplan bij zich moest gehad hebben. Een woedende Hitler ontsloeg zowel de commandant van Luftflotte 2, generaal Hellmuth Felmy en zijn stafchef kolonel Josef Kammhuber. Er werd niettemin beslist om door te gaan met de aanval zoals aanvankelijk gepland was, terwijl de attaché van de Luftwaffe in Den Haag, luitenant-generaal Ralph Wenninger, en de militaire attaché in Brussel, kolonel Friedrich-Carl Rabe von Pappenheim, zouden onderzoeken of het plan helemaal ontdekt was of niet. Op 12 januari, de dag van de eerste ontmoeting van de attachés met Reinberger en Hoenmanns, gaf generaal Alfred Jodl Hitler een verontrustende beoordeling over wat de Belgen mogelijk hadden geleerd van de plannen. Een notitie in het dagboek van Jodl op 12 januari vatte samen wat hij tegen Hitler zei: "Als de vijand in bezit is van alle documenten, situatie catastrofaal!" De Duitsers werden echter al snel valselijk gerustgesteld door de Belgische misleidingsmaatregelen.

## Misleiding
De Belgen besloten Reinberger te laten geloven dat de papieren waren vernietigd en hem de kans te geven deze informatie door te geven aan de Duitse autoriteiten. De list bestond uit twee delen. Eerst vroegen de Belgische ondervragers Reinberger wat er in de plannen stond en vertelden hem dat hij als een spion zou worden behandeld als hij het niet vertelde. Later getuigde Reinberger: "Van de manier waarop deze vraag werd gesteld, realiseerde ik me dat hij [de ondervrager] niets had kunnen begrijpen van de fragmenten van de documenten die hij had gezien." Het tweede deel van het plan was om Reinberger en Hoenmanns de Duitse lucht- en legerattachés, Wenninger en Rabe von Pappenheim te laten ontmoeten, terwijl hun gesprekken in het geheim werden opgenomen. Tijdens deze bijeenkomst deelde Reinberger Wenninger mee dat hij erin was geslaagd de papieren voldoende te verbranden om ze onleesbaar te maken. Deze misleiding was redelijk succesvol, althans op korte termijn. Na de ontmoeting op het politiebureau telegrafeerde Vicco von Bülow-Schwante, de Duitse ambassadeur in België, zijn superieuren: "Majoor Reinberger heeft bevestigd dat hij de documenten heeft verbrand, behalve enkele stukken die zo groot zijn als zijn handpalm. Reinberger bevestigt dat de meeste documenten die niet vernietigd konden worden, onbelangrijk lijken." Dit schijnt generaal Jodl te hebben overtuigd. In zijn dagboek van 13 januari stond het volgende: "Verslag van het gesprek van Luftwaffe Attaché met de twee vliegeniers die een noodlanding hebben gemaakt. Resultaat: verzenddoos zeker verbrand."

## Belgische reactie
Op 10 januari twijfelden de Belgen nog steeds aan de echtheid van de documenten, die snel vertaald werden door het Tweede Bureau in Brussel. Het ging om een tiental getypte documenten en kaarten. Deze documenten bevatten het algemeen operatieorder van Luftflotte 2, de opdracht van de 7. Flieger Division en een order van generaal Kurt Student, commandant van de parachutistendivisie, over hindernissen, vijandelijke troepen en vernielingen. De documenten waren aan de randen verbrand maar de algemene contouren van een aanval op België en Nederland waren duidelijk uit de resterende passages, hoewel de datum van de aanval niet werd vermeld. Omdat hun inhoud overeenkwam met eerdere waarschuwingen van de Italiaanse minister van Buitenlandse Zaken, graaf Galeazzo Ciano, over een Duitse aanval die rond 15 januari zou plaatsvinden, concludeerde generaal Van Overstraeten op 11 januari dat de informatie in wezen correct was. Die middag besloot koning Leopold III van België zijn eigen minister van Defensie, generaal Henri Denis, en de Franse opperbevelhebber, Maurice Gamelin, in te lichten. Om 17.15 uur kreeg de Franse verbindingsofficier, luitenant-kolonel Hautcoeur, een samenvatting van twee pagina's van de inhoud, zij het zonder enige uitleg over hoe de informatie was verkregen. Lord Gort, de commandant van de British Expeditionary Force, werd ook gewaarschuwd, en koning Leopold III belde persoonlijk prinses Juliana der Nederlanden en groothertogin Charlotte van Luxemburg en zei tegen de eerste: "Pas op, het weer is gevaarlijk", en de laatste "Pas op voor de griep", beide vooraf bepaalde codezinnen die aangeven dat de Belgen een Duitse aanval ophanden achtten.

## Franse reactie
Op de ochtend van 12 januari had Gamelin een ontmoeting met de hoogste Franse operationele legercommandanten en de chef van de militaire inlichtingendienst, kolonel Louis Rivet. Rivet stond sceptisch tegenover de waarschuwing, maar Gamelin was van mening dat, zelfs als het een vals alarm zou zijn, dit een uitstekende gelegenheid zou zijn om de Belgen onder druk te zetten om een Franse opmars in hun land toe te staan. Gamelin was van plan om in 1941 via de Lage Landen een beslissend offensief tegen Duitsland uit te voeren; hun neutraliteit zou deze plannen echter in de weg staan. Als de Belgen door deze invasievrees de kant van Frankrijk en Groot-Brittannië zouden kiezen, zou dit lastige probleem gedeeltelijk zijn opgelost en zou het strategisch essentiële grond zijn om de aanval moeiteloos te lanceren. Anderzijds, als Duitsland echt door zou gaan met de invasie, was het zeer wenselijk dat de Franse troepen zich in centraal België verdekt konden opstellen voordat de vijand arriveerde. Zowel om de crisis te intensiveren als om klaar te zijn voor elke gelegenheid die zich voordeed, gaf Gamelin dus de Eerste Legergroep en het aangrenzende Derde Leger opdracht om naar de Belgische grens te marcheren.

## Waarschuwing van Sas
Dat hun misleidingsplan leek te bewijzen dat de documenten echt waren, deed die dag de Belgische ongerustheid verder toenemen; de volgende dag raakten ze ervan overtuigd dat de situatie kritiek was. Op de avond van 13 januari bevatte een bericht van kolonel Georges Goethals, de Belgische militaire attaché in Berlijn, de volgende woorden: "Waren er tactische bevelen of delen daarvan op het Mechelse vliegtuig? Een oprechte informant, wiens geloofwaardigheid kan worden betwist, beweert dat dit vliegtuig plannen vervoerde van Berlijn naar Keulen in verband met de aanval op het Westen. Omdat deze plannen in Belgische handen zijn gevallen, zal de aanval morgen plaatsvinden om tegenmaatregelen te voorkomen. Ik maak expliciete bedenkingen bij dit bericht, dat ik niet betrouwbaar acht, maar waarvan het mijn plicht is om het te melden." De "oprechte informant" was de Nederlandse militaire attaché in Berlijn Gijsbertus Sas die omstreeks 17.00 uur met Goethals sprak; zijn informatie moest altijd zorgvuldig worden overwogen omdat hij in contact stond met een Duitse inlichtingenofficier die een tegenstander was van het naziregime, tegenwoordig bekend als kolonel Hans Oster .
Generaal Van Overstraeten, de militaire adviseur van de Belgische koning, die omstreeks 20.00 uur op de hoogte werd gebracht van het bericht, was verbaasd dat de informant op de hoogte bleek te zijn van de verovering van de plannen. Het was in geen enkel persbericht over de noodlanding vermeld. Het was mogelijk dat het deel uitmaakte van een groots Duits misleidingsplan, maar het was evengoed mogelijk dat het echt was. In de veronderstelling dat het serieus kon worden genomen, veranderde Van Overstraeten de waarschuwing die de Belgische chef van de generale staf luitenant-generaal Édouard van den Bergen had opgesteld en die op het punt stond op 13 januari naar alle Belgische legercommandanten te worden gestuurd; terwijl het had verklaard dat een aanval de volgende ochtend 'waarschijnlijk' was, zei het nu dat een aanval 'vrijwel zeker' was. Van den Bergen, die in het geheim aan Gamelin had beloofd België aan de geallieerde zijde te brengen, besloot toen om die avond omstreeks 22.30 uur (in een populair actualiteitenprogramma op de radio) een onmiddellijke terugroepactie uit te zenden naar hun eenheden van alle de 80.000 Belgische soldaten met verlof. "Fase D", zoals het bekendstond, zou ervoor zorgen dat hun troepen op volle sterkte zouden zijn op het moment van de Duitse aanval.
Dit dramatische gebaar werd gemaakt zonder verwijzing naar koning Leopold III of Van Overstraeten en zonder de beslissing te kennen die was genomen om Duitsland in het ongewisse te laten over de vraag of België in het bezit was van zijn aanvalsplannen. Vervolgens beval Van den Bergen, wederom zonder verwijzing naar de koning of Van Overstraeten, de versperringen aan de zuidgrens met Frankrijk opzij te schuiven, zodat Franse en Britse troepen snel konden binnentrekken als ze werden geroepen, als reactie op de Duitse aanval. Als de Duitsers op 14 januari inderdaad hadden aangevallen, zou Van den Bergen waarschijnlijk zijn gefeliciteerd met zijn voortvarende besluitvorming. Zoals het was, viel hij in ongenade omdat hij handelde zonder de toestemming van de koning, aangezien Leopold III de opperbevelhebber was van alle Belgische strijdkrachten. Van den Bergen werd door Van Overstraeten zo hard berispt dat de reputatie van de Belgische stafchef nooit meer herstelde; eind januari nam hij ontslag. Een van de klachten van Van Overstraeten over het optreden van Van den Bergen was dat hij de Duitsers reden had gegeven om aan te nemen dat de Belgen hun aanvalsplannen hadden.

## Nederlandse reactie
Hoewel koningin Wilhelmina en haar regering gealarmeerd waren door de Belgische waarschuwing, stond de Nederlandse opperbevelhebber Izaak H. Reijnders sceptisch tegenover de informatie. Toen de Belgische militaire attaché in Den Haag, luitenant-kolonel Pierre Diepenrijckx hem op 12 januari een persoonlijk memorandum van Van Overstraeten overhandigde, antwoordde hij: "Gelooft u zelf in deze berichten? Ik geloof er helemaal niet in." Wederom werden de Nederlanders niet op de hoogte gesteld van de precieze bron, en de Belgen verborgen het feit dat de Duitsers in deze plannen slechts een gedeeltelijke bezetting van Nederland beoogden, uitgezonderd de Nederlandse Nationale Redoute, de Vesting Holland.
In de ochtend van 14 januari beval Reijnders in reactie op het Belgische alarm dat aan geen enkele soldaat verlof zou worden verleend en dat de strategische bruggen moesten worden gesloten terwijl lonten in hun explosieve ladingen moesten worden geplaatst. De burgerbevolking maakte zich 's middags zorgen door de radio-uitzending over de annulering van het verlof. Ze vreesden dat de Duitsers van de strenge kou zouden profiteren om de Nieuwe Hollandse Waterlinie over te steken, nu die bevroren was. Om de mensen gerust te stellen, werd de week daarop veel aandacht besteed aan de gemotoriseerde cirkelzagen die beschikbaar waren om de ijskappen over overstromingen te snijden.

## Climax en anticlimax

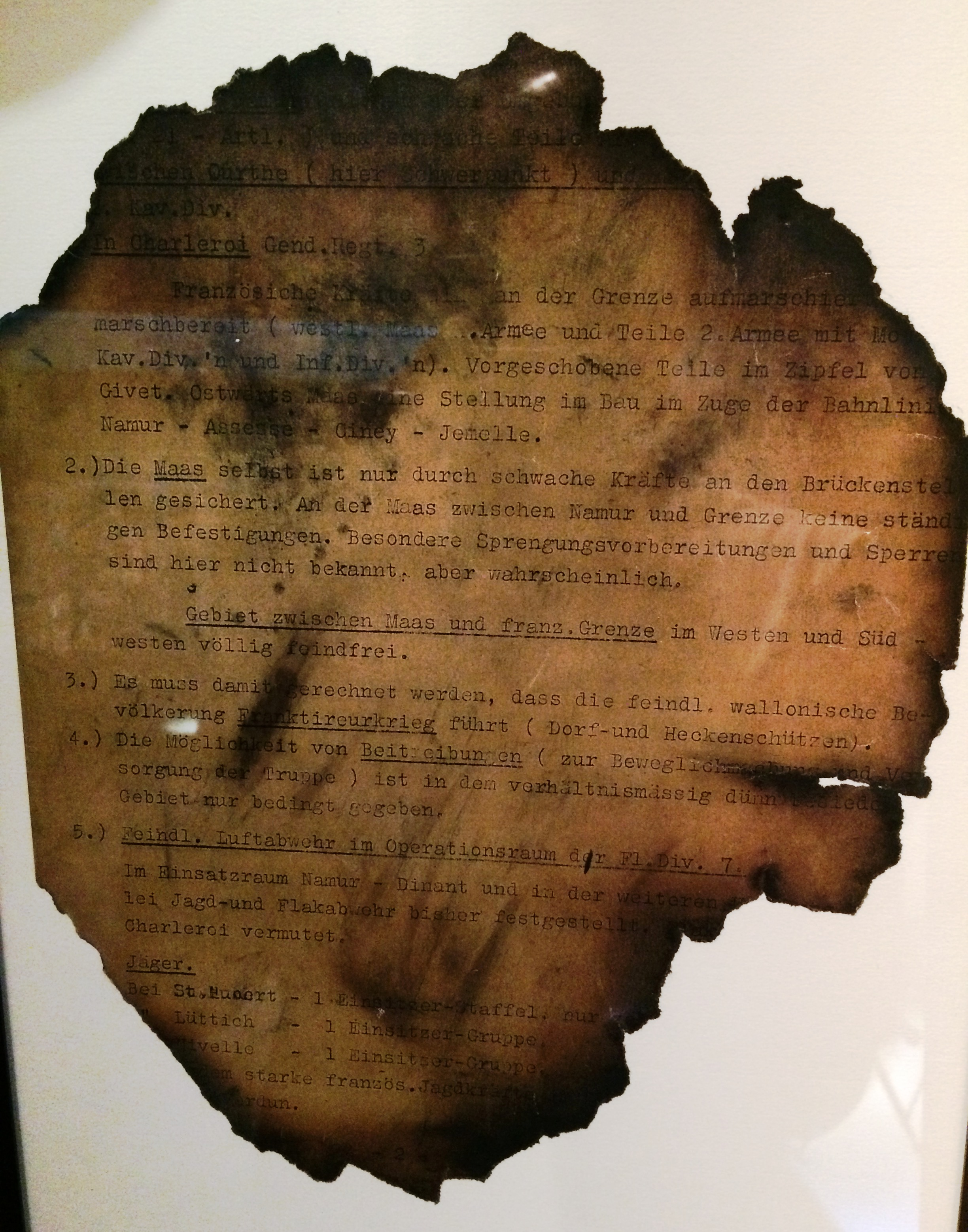
Deel van het originele Duitse plan, nu in de collectie van het Koninklijk Museum van het Leger en de Krijgsgeschiedenis in Brussel

De wens van de Belgische regering (tweede kabinet van Paul van Zeeland) om het bezit van de plannen geheim te houden werd nog verder ondermijnd, dit keer door de koning zelf. Op de ochtend van 14 januari had hij via admiraal Sir Roger Keyes een bericht gestuurd naar Winston Churchill, destijds First Lord of the Admiralty, met het verzoek om bepaalde garanties. Keyes opereerde als verbindingsman tussen de Britse regering en de Belgische koning. De voornoemde garanties omvatten de verzekering dat de geallieerden geen onderhandelingen zouden openen voor een oplossing van een conflict zonder de instemming van België. Keyes voegde als addendum toe dat hij dacht dat Leopold zijn regering zou kunnen overtuigen om de geallieerden ter hulp te roepen als die garanties zouden komen. Dit was interessant voor de geallieerden omdat zowel Groot-Brittannië als Frankrijk al sinds het begin van de oorlog België probeerden over te halen hun troepen het land binnen te laten.
Tegen de tijd dat het bericht die middag de Fransen bereikte, was er geen enkele verwijzing naar het feit dat Keyes alleen zijn persoonlijke mening gaf. Het Franse verslag van het aanbod vermeldde dat 'de koning zijn regering zou vragen de geallieerde legers te vragen onmiddellijk defensieve posities in België in te nemen', als de Belgen genoegdoening zouden krijgen in de daarmee verband houdende garanties. Édouard Daladier, de Franse eerste minister in januari 1940, antwoordde de Britse regering dat, wat Frankrijk betreft, de garanties konden worden gegeven. De Fransen geloofden dus dat de Belgen onmiddellijk de geallieerde legers zouden uitnodigen om binnen te marcheren eens ze een bevredigend antwoord zouden krijgen van de Britse regering met betrekking tot de garanties.
Om 15.50 uur deelde Daladier Gamelin mee dat de Belgen in principe hadden ingestemd met een Franse opmars en vroeg hij of hij hiervoor klaar was. Gamelin was zeer verheugd en antwoordde dat als gevolg van hevige sneeuwval in het gebied van de Belgisch-Duitse grens de Duitsers zelf niet in staat zouden zijn om snel op te rukken, dat een Duitse invasie daarom onwaarschijnlijk was en dat dit een ideale situatie vormde voor een Franse verschansing. "We moeten nu de gelegenheid aangrijpen". Gamelin beval dat de geallieerde troepen onder zijn controle in de nacht van 14 op 15 januari hun naderingsmars naar de Frans-Belgische grens moesten maken, zodat ze klaar zouden zijn om in een oogwenk binnen te marcheren.
Om 16.45 uur werd Gamelin echter gebeld door zijn plaatsvervanger, de commandant van het Westelijk Front generaal Alphonse Georges. Gealarmeerd door het bevel, vreesde Georges dat de beslissing onomkeerbaar was en een reeks gebeurtenissen in gang zou zetten die een Duitse invasie onvermijdelijk zouden maken op een moment dat het Franse leger en de luchtmacht hun herbewapening nog niet hadden voltooid. Gamelin verloor zijn geduld en snauwde Georges af. 's Nachts werden de Belgen op de hoogte gebracht van het manoeuvre. Het was pas op 15 januari om 8 uur 's ochtends dat Gamelin de Britse reactie op de garanties zag: ze boden een afgezwakte versie aan die hoogstwaarschijnlijk niet acceptabel zou zijn voor de Belgen. Tegelijkertijd ontving hij berichten van de oprukkende troepen dat de Belgische grenstroepen waren gestopt met het verwijderen van de grensobstakels en geen bevel hadden gekregen om hen toegang tot hun land te geven. Drie uur later zei Daladier tegen Pol le Tellier, de Belgische ambassadeur in Parijs, dat tenzij de Fransen een uitnodiging hadden gekregen om België binnen te komen tegen 20 uur, ze alle Britse en Franse troepen van de grens zouden terugtrekken. Soortgelijke manoeuvres zouden dan uitblijven tot nadat de Duitsers waren binnengevallen.
Het Belgische kabinet bleek die dag niet tot een positieve beslissing te kunnen komen over de uitnodiging. De invasie was immers al voorspeld voor de 14e maar kwam niet uit. Zware sneeuwval bleef aanhouden aan de oostgrens, waardoor een onmiddellijke Duitse aanval onwaarschijnlijk was. De koning en Van Overstraeten, beiden trouwe neutralisten, hoopten dat er een diplomatieke oplossing zou komen om de oorlog te beëindigen en waren niet van plan hun land erbij te betrekken tenzij het absoluut noodzakelijk was. Omstreeks 12.00 uur beval Van Overstraeten de Belgische grenstroepen om de versperringen terug op te richten en herinnerde hen aan het permanente bevel om "elke buitenlandse eenheid van welke nationaliteit dan ook die het Belgisch grondgebied schond met geweld af te weren". Om 18.00 uur vertelde Daladier een teleurgestelde Gamelin dat hij "de verantwoordelijkheid niet op zich kon nemen om ons toe te laten België preventief binnen te dringen", dat wil zeggen de Belgische neutraliteit te schenden.

## Duitsers blazen de invasie af
Op 13 januari kwam het verrassende nieuws dat de Belgische en Nederlandse troepen – die al sinds september 1939 gemobiliseerd waren – in staat van paraatheid waren gebracht. Dit werd toegeschreven aan het incident met het vliegtuig en de al te opvallende naderingsmars van het Duitse Zesde Leger, waardoor het verrassingselement verloren ging. Op 15 januari waren de wegen zo slecht als gevolg van de sneeuwval en de weersvooruitzichten zo somber dat Jodl Hitler adviseerde de invasie voor onbepaalde tijd af te blazen. De Führer stemde aarzelend toe op 16 januari om 19.00 uur.

## Resultaten
Op korte termijn leek er geen schade te zijn aangericht, maar er is discussie of op langere termijn de gevolgen van dit incident desastreus waren voor België en Frankrijk. Toen de echte invasie op 10 mei 1940 kwam, hadden de Duitsers hun strategie fundamenteel veranderd en deze verandering resulteerde in de snelle val van Frankrijk, terwijl aantoonbaar zelfs een gedeeltelijke Duitse overwinning verre van zeker zou zijn geweest als het oorspronkelijke plan was gevolgd. Het precieze verband tussen de noodlanding in Vucht en de verandering van strategie is echter hoogst onzeker.
In een traditionelere visie zorgde het incident ervoor dat Hitler om een drastische verandering van strategie vroeg. Hij vertelde Jodl dat "de hele operatie op een nieuwe basis zou moeten worden gebouwd om geheimhouding en verrassing te garanderen." De Belgen voelden zich verplicht de Duitsers te vertellen dat ze het aanvalsplan hadden. Toen Joachim von Ribbentrop, de Duitse minister van Buitenlandse Zaken, antwoordde dat het verouderd was, zou hij eerlijker zijn geweest dan hij had bedoeld. Als reactie op Hitlers eis zou het Duitse opperbevel op zoek zijn gegaan naar een alternatief en dat uiteindelijk hebben gevonden in de voorstellen van generaal Erich von Manstein, de voormalige stafchef van de Duitse legergroep A, die al enkele maanden pleitte voor een nieuwe strategie. In plaats van de aanval die gedetailleerd wordt beschreven in de buitgemaakte documenten, om door te stoten aan de noordoostelijke grens van België, zouden de Duitse pantserdivisies verder naar het zuiden worden geconcentreerd. Jodl noteerde op 13 februari dat Hitler het daarmee eens was, verwijzend naar het incident bij Vucht: "We moeten dan aanvallen in de richting van Sedan ", vertelde Hitler aan Jodl. "De vijand verwacht niet dat we daar zullen aanvallen. De documenten van de Luftwaffe-officieren die een noodlanding maakten, hebben de vijand ervan overtuigd dat we alleen van plan zijn om de Nederlandse en Belgische kusten over te nemen." Binnen enkele dagen na dit gesprek had Hitler persoonlijk met Von Manstein gesproken en de Führer had hem groen licht gegeven. Het plan dat zoveel opschudding had veroorzaakt toen het in 1940 door de Belgen werd ontdekt, werd vervangen.
Het belang van het incident wordt echter ook ontkend. Hitler aarzelde al vanaf het begin over het oorspronkelijke plan. Het uitstel was een van de vele en zelfs bij deze gelegenheid meer te wijten aan de weersomstandigheden dan aan de ontdekking van de inhoud van de documenten door de Belgen. Omdat het plan nogal traditioneel en voorspelbaar was, werden er geen fundamentele geheimen blootgelegd en was er dan ook geen directe noodzaak tot verandering. Hitlers verzoek om verrassing verwees niet naar een onvoorspelbare nieuwe strategie, maar naar een verkorte naderings- en concentratiefase, zodat een tactische verrassing kon worden verkregen voordat de vijand kon reageren. Daartoe werden de pantserdivisies verder naar het westen geplaatst en werd de organisatie verbeterd. Er was geen directe verandering in strategisch denken en toen op 30 januari een verbeterd concept werd voltooid, binnen een continu proces van wijzigingen, verschilde deze Aufmarschanweisung N°3, Fall Gelb ("Opmarsaanwijzing N°3, Geval Geel") niet fundamenteel van eerdere versies. In deze visie veroorzaakte alleen het feit dat enkele vrienden van Von Manstein erin slaagden zijn voorstellen onder de aandacht van Hitler te brengen, echt een fundamentele verandering. Het belangrijkste gevolg van het incident zou niet het onthullen van het Duitse plan zijn geweest, maar van de manier waarop de geallieerden zouden reageren in geval van een invasie. Hierdoor konden de Duitsers hun aanvalsplannen daaraan aanpassen.
De goedkeuring van de herziene Fall Gelb door de Duitsers, terwijl de geallieerden nog steeds verwachtten dat Hitler door zou gaan met de buitgemaakte versie, betekende dat de Duitsers een val konden zetten. Er zou nog steeds een aanval plaatsvinden op Midden-België, maar dit zou slechts een afleidingsmanoeuvre zijn om zoveel mogelijk troepen naar het noorden te trekken terwijl de belangrijkste Duitse aanval langs de Ardennen ging om dan de Maas over te steken tussen Sedan en het gebied ten noorden van Dinant en dan door te dringen tot de kust aan het Kanaal. Daarbij zouden de legers in België worden afgesneden van hun bevoorrading en gedwongen worden zich over te geven. Deze list zou alleen werken als Gamelin vasthield aan zijn oorspronkelijke strategie.
Gamelin is zwaar bekritiseerd voor het niet wijzigen van zijn plan. Zijn standpunt is uitgelegd als een onvermogen om te geloven dat het zeer traditionele Duitse opperbevel zijn toevlucht zou nemen tot innovatieve strategieën, laat staan tot de nog nieuwere Blitzkriegtactieken, nodig om die strategie te laten werken.

## Nasleep
Erich Hoenmanns en Helmuth Reinberger werden bij verstek berecht in Duitsland en ter dood veroordeeld. Het vervoeren van geheime documenten per vliegtuig zonder uitdrukkelijke toestemming was ten strengste verboden en een ernstig misdrijf. De vonnissen zouden nooit worden uitgevoerd. 
Vanuit Maasmechelen werden de mannen door de Belgen afgevoerd naar de Rijkswachtkazerne van Etterbeek voor verder verhoor. Ze werden vervolgens overgeleverd aan de Britten. Na een verblijf in een interneringskamp in Hoei werden beide mannen geëvacueerd, eerst naar Groot-Brittannië en daarna naar Canada. Hoenmanns' vrouw Annie werd ondervraagd door de Gestapo, die vreesde dat haar man een verrader was. Zij ontkende dit, maar omdat zij niet op de hoogte bleek van een buitenechtelijke affaire van Hoenmanns, werd geconcludeerd dat zij een onbetrouwbare informatiebron was. Zijn twee zonen mochten dienen in het leger en sneuvelden tijdens de oorlog. Beide mannen keerden tijdens de oorlog terug naar Duitsland in het kader van krijgsgevangenenuitwisselingen: Hoenmanns in 1943 en Reinberger in 1944. Bij terugkeer naar Duitsland werden ze berecht. Hoenmanns kreeg gedeeltelijk gratie. Reinberger werd volledig vrijgesproken: hij werd niet verantwoordelijk gehouden voor de ernstige gevolgen van zijn overtreding.